# 吳見思
吳見思（？—？），字齊賢，南直隸常州府武進縣民籍，宜興縣北渠里人，清朝文人。

## 生平
明朝翰林院侍講學士吳中行之孫，萬曆三十一年舉人吳亶之子。吳見思是繼金聖歎後的著名文評家之一，撰有《杜詩論文》、《杜詩論事》、《史記論文》。吳見思畢生研究《史記》，其評點《史記》尤有獨到見解，重要著作《史記論文》一書，在其身後由吳興祚於康熙二十六年（1687年）刊刻傳世。《史記論文》流傳至今不絕，中國國家圖書館藏有康熙年間刻本五種。